# Angel Lagdameo
Angel Nacorda Lagdameo (ur. 2 sierpnia 1940 w Lucban, zm. 8 lipca 2022 w Iloilo) – filipiński duchowny rzymskokatolicki, arcybiskup Jaro w latach 2000-2018, przewodniczący Konferencji Episkopatu Filipin w latach 2005-2009.

## Życiorys
Święcenia kapłańskie przyjął 19 grudnia 1964. Był profesorem i prefektem w seminarium w Sariaya, a następnie prorektorem i profesorem Szkoły Teologicznej św. Alfonsa w Lucenie.

### Episkopat
19 czerwca 1980 został mianowany przez papieża Jana Pawła II biskupem pomocniczym archidiecezji Cebu i biskupem tytularnym Oreto. Sakry biskupiej udzielił mu 12 sierpnia tegoż roku abp Bruno Torpigliani.
31 stycznia 1986 został biskupem koadiutorem Dumaguete. Rządy w diecezji przejął 2 sierpnia 1989.
11 marca 2000 został arcybiskupem metropolitą Jaro.
W latach 2005–2009 był przewodniczącym filipińskiej Konferencji Episkopatu.
14 lutego 2018 przeszedł na emeryturę.